# 원발 쓸개관 간경화
원발 쓸개관 간경화(原發 쓸개管 肝硬化, Primary biliary cirrhosis, PBC)은 간의 작은 쓸개관이 느리고 점진적으로 파괴되는 면역질환이다. 쓸개관이 손상되면 시간이 흐름에 따라 쓸개즙에 의해 간에 손상이 발생하게 되며, 이를 쓸개즙정체(cholestasis)라 한다. 쓸개즙정체로 발생한 상처는 간섬유화나 간경화를 초래할 수 있다. 과거에는 드문 질환으로 생각되었지만, 최근의 연구에 따르면 3~4천명 중 한 명에게서 발병할 수 있는 것으로 밝혀졌다. 성별에 따라서 발생빈도가 달라지는데, 환자의 90%는 여성이다.

## 징후와 증상
원발 쓸개관 간경화 환자에게는 다음과 같은 증상이 나타날 수 있다.
- 피로
- 피부소양감
- 혈중 빌리루빈 증가에 의한 황달
- 황색종 - 특히 눈가의 피부에 부분적으로 축적된 콜레스테롤로 인한 안검황색종
- 간경변 및 문맥압항진증의 합병증
  - 복부의 체액 정체(복수)
  - 비장비대증
  - 식도정맥류
  - 간성뇌증 - 극단적인 혼수상태 포함
- 류마티스 관절염이나 쇼그렌 증후군 같은, 간장 밖의 면역질환 - 환자 중 80% 이상

## 진단
원발 쓸개관 간경화를 진단할 때, 증상이 유사한 자가면역간염이나 원발 경화 쓸개관염(primary sclerosing cholangitis, PSC)과 구분이 이루어져야 한다.
진단을 위한 혈액검사는 다음과 같다.
- 비정상적 간기능 검사 - 정상보다 높은 알칼리성 인산가수분해효소(alkaline phosphatase, ALP) 및 감마 글루타밀 펩티드전이효소(gamma-glutamyl transpeptidase, γ-GTP)
- 특정 항체의 존재여부 - 미토콘드리아 항체(antimitochondrial antibody, AMA), 항핵항체(antinuclear antibody, ANA)

복부 초음파 검사나 CT 검사는 보통 쓸개관의 폐색을 배제하기 위해 이루어진다.
예전에는 원발 쓸개관 간경화가 의심되는 환자는 간조직검사와 함께 내시경 역행 쓸개이자조영(endoscopic retrograde cholangiopancreatography, ERCP)을 받았다. 지금 대부분의 환자는 미토콘드리아 항체와 전형적인 간기능 검사의 조합으로 조직검사 없이 진단이 가능하다. 하지만 간 조직검사는 질병의 진행단계를 확인하기 위해서 필요하다.

### 조직검사
원발 쓸개관 간경화의 특징으로는 간소엽 사이의 쓸개관 파괴가 있다. 원발 쓸개관 간경화의 조직검사 결과는 다음과 같다.
- 상피 내 림프구에 의한 특징적인 쓸개관의 염증
- 쓸개관 주위의 유상피세포 육아종

### 단계의 요약
- 1단계 - 문맥 단계 : 일반적인 크기의 문맥삼분기, 문맥의 염증, 미세한 쓸개관 손상. 육아종이 종종 이 단계에서 발견된다.
- 2단계 - 문맥주위 단계 : 확대된 문맥삼분기, 문맥주위의 섬유증이나 염증. 일반적으로 작은 쓸개관의 확산의 특징이 발견된다.
- 3단계 - 중격 단계 : 활성화되거나 비활성화된 상태인 섬유화된 중격.
- 4단계 - 쓸개관 간경화 : 화환이나 퍼즐모양의 혹덩어리.

## 원인
원발 쓸개관 간경화의 원인은 현재로서는 알 수 없으나, 연구에 따르면 면역기능과 관련된 문제에 의해 발생한 자가면역질환이라는 것이 나타난다. 환자의 90% 이상에서 미토콘드리아 항체(AMA)나 pyruvate dehydrogenase complex(PDC-E2)가 나타난다.
한동안 가족의 원발 쓸개관 간경화 사례, 일란성 쌍둥이의 증상 일치 등, 질병에 대한 유전적 소인이 한동안 중요하게 생각되었다.

## 치료
아직 알려진 치료법은 없으나, 약물치료로 병의 진행을 늦추어 많은 환자들이 정상적인 수명과 삶의 질을 얻을 수 있다.
- 우르소데옥시콜산(ursodeoxycholic acid)은 가장 자주 사용되는 치료제다. 이 약은 쓸개즙정체를 줄이고 혈액검사 결과를 양호하게 만든다. 웅담의 주성분으로, 대한민국 내에서 시판되는 약제로는 우루사가 있다.
- 콜레스티라민(cholestyramine)은 쓸개즙분비를 원활하게 하여 쓸개즙분비 장애로 인한 가려움증을 완하시키는 효과가 있다.
- 원발 쓸개관 간경화 환자는 쓸개즙분비가 원활치 않아 지방 소화흡수가 떨어지므로, 칼슘과 지용성 비타민 결핍이 일어날 수 있으므로 별도 복용을 추천한다.[4]

모든 간질환에서와 마찬가지로, 술은 금기시 된다.
증상이 심할 경우, 간이식에 성공하면 예후가 양호하다.

## 역학
환자의 남:녀 성비는 적어도 1:9로 여성이 많다.
미국과 영국 일부 지역에서는 최고 4천명 중에 한 명 꼴로 발병하는 것으로 추정된다. 이는 남아메리카나 아프리카에서보다 훨씬 흔하게 나타나는 것인데, 미국과 영국에서의 질병에 대한 보다 나은 인식 때문일 수 있다.
혈족의 경우 500배 정도로 발병률이 증가할 수 있지만, 이런 위험이 동일한 세대나 다음 한 세대에 동일하게 적용되는지에 대해서 논란이 있다.

## 예후
혈청 빌리루빈 수치는 원발 쓸개관 간경화 환자의 예후를 보는 지표가 될 수 있다. 수치가 2~6mg/dL일 경우 평균 4.1년간 생존이 가능하며, 6~10mg/dL일 경우에는 2.1년, 10mg/dL 이상일 경우에는 1.4년으로 예측된다.
간이식 후의 재발 비율은 5년간 18%, 10년간 최대 30%다. 질병의 재발에 대한 위험요인에 대해서는 합의가 이루어지지 않았다.
원발 쓸개관 간경화 환자의 간암 발병 위험도는 보통에 비해 높은 편이다.